# Бешендорф
Бешендорф (нем. Beschendorf) — община в Германии, в земле Шлезвиг-Гольштейн. 
Входит в состав района Восточный Гольштейн. Подчиняется управлению Лензан.  Население составляет 558 человек (на 31 декабря 2010 года). Занимает площадь 8,54 км².